# GNX (album)
GNX è il sesto album in studio del rapper statunitense Kendrick Lamar, pubblicato il 22 novembre 2024 dalla PGLang e Interscope.
L'album, che prende nome dall'omonimo modello di Buick Regal, segue il disco del 2022 Mr. Morale & the Big Steppers e rappresenta la prima pubblicazione del rapper dopo la sua dipartita dalle etichette discografiche Top Dawg Entertainment e Aftermath Entertainment, alle quali era legato, rispettivamente, dal 2005 e dal 2011.
GNX è stato prodotto principalmente da Sounwave e Jack Antonoff e vede le collaborazioni di AzChike, Dody6, Hitta J3, Peysoh, Roddy Ricch, Siete7x, SZA, Wallie the Sensei, Lefty Gunplay, and YoungThreat. Al momento della pubblicazione, la critica specializzata ha accolto il progetto principalmente con ottime recensioni.

## Antefatti
Dopo la conclusione della tournée di accompagnamento del quinto album di Lamar Mr. Morale & the Big Steppers, che è stato pubblicato nel 2022 raggiungendo la prima posizione in classifica negli Stati Uniti, venendo acclamato dalla critica specializzata e vincendo un Grammy Award come miglior album rap, il rapper ha condiviso sui suoi profili social di avere acquistato un modello vintage a edizione limitata del 1987 di Buick Grand National Experimental (GNX), lo stesso modello che suo padre usò per portarlo a casa dall'ospedale il giorno della sua nascita.
Successivamente nel 2024 Kendrick Lamar è stato coinvolto in una faida con il rapper canadese Drake, durante la quale ha inciso cinque diss track grazie alle quali, soprattutto le hit globali Like That e Not like Us, ha ottenuto grande successo sia a livello commerciale che nella faida. All'inizio del video di Not Like Us, Lamar ha anticipato un brano che si è poi rivelato essere la seconda traccia dell'album, intitolata Squabble Up.
Nei mesi successivi sono emerse diverse voci riguardanti una possibile uscita imminente di un nuovo album del rapper, anche se alcune di esse sono state negate da suoi affiliati. Dopo che era stato annunciato che Lamar si sarebbe esibito all'Halftime show del Super Bowl LIX a New Orleans a febbraio 2025, il rapper ha reso disponibile sul suo account Instagram il brano Watch the Party Die.
A ottobre, collaboratori frequenti del rapper come Terrace Martin, SZA e Schoolboy Q hanno confermato che avrebbe prodotto nuova musica a breve.
Il 22 novembre Kendrick Lamar ha condiviso sul suo canale YouTube un teaser dalla durata di un minuto del brano GNX e 30 minuti dopo ha pubblicato a sorpresa l'album.

## Descrizione
GNX è stato prodotto esecutivamente da Kendrick Lamar e Dave Free e contiene le collaborazioni di SZA, Dody6, Lefty Gunplay, Wallie The Sensei, Roddy Ricch, Siete7x, AzChike, HittaJ3, YoungThreat e Peysoh e vocali aggiuntivi non accreditati di Deyra Barrera, Sam Dew e Ink; la produzione è stata affidata in gran parte a Sounwave e Jack Antonoff, ma vi hanno partecipato tra gli altri anche Mustard, Sean Momberger, Kamasi Washington, Terrace Martin e Dahi.
È stato definito come un album con un sound West Coast hip hop "vivace", sia nelle sue sfumature moderne che in quelle classiche, con tratti synth pop e impregnato di G-funk. Secondo Rolling Stone, GNX è una «lettera d'amore» alla città natale del rapper Los Angeles.
Con la sua lunghezza di dodici tracce e la durata di complessiva di 44 minuti e 20 secondi, GNX è l'album in studio più breve della carriera di Kendrick Lamar. L'album non include nessuna delle quattro diss track pubblicate dal rapper durante la faida con il collega Drake, ma, secondo quanto affermato da Justin Curto di Vulture, la presenza di essa «si profila ancora sull'album».
La prima traccia del progetto si apre con un'introduzione cantata dall'artista messicana Deyra Barrera, che è presente anche nelle tracce Reincarnated e Gloria e che è stata contattata da Kendrick Lamar dopo che quest'ultimo l'ha vista esibirsi ad una partita dei Los Angeles Dodgers. Reincarnated vede Lamar immaginare e raccontare due delle sue vite precedenti, prima di terminare il brano con una conversazione tra se stesso e Dio.

## Accoglienza
| Recensione           | Giudizio |
| -------------------- | -------- |
| AllMusic             |          |
| Clash                | 9/10     |
| Consequence          | B+       |
| Exclaim!             | 9/10     |
| NME                  |          |
| Paste                | 9.1/10   |
| Pitchfork            | 6.6/10   |
| Rolling Stone        |          |
| The Guardian         |          |
| The Line of Best Fit | 8/10     |

GNX è stato accolto con plauso generale della critica specializzata, vedendosi assegnato dall'aggregatore di recensioni Metacritic un punteggio di 86 su 100, che corrisponde a "l'acclamazione universale", basato sulla media pesata di 14 recensioni.
Wesley McLean di Exclaim!, così come Peter Berry di Variety, ha lodato l'album per il suo tributo al West Coast hip hop e le abilità di Lamar di distillare vari elementi per creare un lavoro coeso. Scrivendo per Paste, Matt Mitchell ha descritto GNX come una reimmaginazione del futuro del rap e del passato di Lamar e Kyann-Sian Williams di NME è rimasta colpita dalla calda narrazione che ha ripulito dopo le diss track e i confronti che avevano dominato la scena hip hop, oltre ad avere affermato che fosse un «ovvio contendente come miglior album rap dell'anno». Tom Breihan di Stereogum ha definito il disco «il miglior album del 2024 e il più grande lavoro della carriera di Kendrick Lamar», lodandone la produzione e le prestazioni vocali del rapper.
Molti critici si sono concentrati sulla rappresentazione di sé di Lamar come forza culturale trainante nell'hip hop. Alexis Petridis nella sua recensione per The Guardian ha affermato che in GNX si possa trovare il Kendrick Lamar più conflittuale e che in esso il rapper «si sottomette solo a Dio». In una recensione positiva per The Line of Best Fit, Matthew Kim ha descritto l'album «una dichiarazione concisa di orgoglio regionale, spacconeria e non conformità», elogiando la produzione di Jack Antonoff, affermando che abbia attribuito all'album un sentore «lussureggiante ed espansivo». Mosi Reeves di Rolling Stone ha affermato che GNX abbia fornito elementi più che sufficienti per definire Kendrick Lamar il «migliore del 2024» ma che non risponda a una più grande domanda culturale di cambiamenti strutturali nell'hip hop, etichettando l'album come «un altro trattato sul corporativismo hip-hop». In conclusione alla sua recensione per AllMusic, David Crone ha definito l'album «un pilastro di realismo riflessivo, una bandiera piantata nella stirpe dei visionari musicali afroamericani, una sagoma della West Coast sotto i riflettori – e il progetto di Kendrick più spacca-altoparlanti fino ad oggi».
Nella sua recensione contrastante per Pitchfork, Alphonse Pierre ha affermato che la presunta autenticità dell'album fosse stata offuscata dalla narrativa «pesante e brand-conscious» di Kendrick Lamar, evidenziando anche che la produzione fosse «troppo pulita e sintetica», nonostante la delivery del rapper fosse rimasta stellare e gli ospiti memorabili. Similmente, Will Hodgkinson di The Times ha condiviso la sua delusione per l'auto-glorificazione di Kendrick Lamar all'interno del progetto che lo ha allontanato dai temi intellettualmente provocatori degli album precedenti, nonostante la produzione e il flow fossero stati «frequentemente eccezionali». Jon Caramanica di The New York Times ha considerato il tributo di Lamar alle sue radici californiane un leggero ritiro nella sua «zona di comfort», definendo l'album «impressionante ma lieve».

## Tracce
1. Wacced Out Murals – 5:17 (testo: Kendrick Duckworth, Deyra Barrera – musica: Sounwave, Jack Antonoff, Dahi, Craig Balmoris, Frano, Tyler Mehlenbacher, M-Tech)
2. Squabble Up – 2:37 (testo: Kendrick Duckworth – musica: Kendrick Lamar, Sounwave, Jack Antonoff, Bridgeway, M-Tech)
3. Luther (con SZA) – 2:57 (testo: Kendrick Duckworth, Solána Rowe, Atia Boggs, Sam Dew – musica: Sounwave, Jack Antonoff, Kamasi Washington, Bridgeway, M-Tech, Rose Lilah)
4. Man at the Garden – 3:53 (testo: Kendrick Duckworth – musica: Sounwave, Jack Antonoff, Craig Balmoris, Tyler Mehlenbacher, M-Tech)
5. Hey Now (feat. Dody6) – 3:37 (testo: Kendrick Duckworth, Zarius Cunningham – musica: Mustard, Sounwave, Jack Antonoff)
6. Reincarnated – 4:35 (testo: Kendrick Duckworth, Deyra Barrera – musica: Kendrick Lamar, Sounwave, Jack Antonoff, M-Tech, Noah Ehler)
7. TV Off (feat. Lefty Gunplay) – 3:40 (testo: Kendrick Duckworth – musica: Mustard, Sounwave, Jack Antonoff, Sean Momberger, Kamasi Washington)
8. Dodger Blue (feat. Wallie the Sensei, Roddy Ricch & Siete7x) – 2:11 (testo: Kendrick Duckworth, Sam Dew, Traquan Tyson, Siete – musica: Sounwave, Jack Antonoff, Tim Maxey, Tane Runo, Terrace Martin)
9. Peekaboo (feat. AzChike) – 2:35 (testo: Kendrick Duckworth, Damaria Walker – musica: Sounwave, Sena Momberger, Bridgeway)
10. Heart Pt. 6 – 4:52 (testo: Kendrick Duckworth – musica: Sounwave, Jack Antonoff, M-Tech, Juju)
11. GNX (feat. Hitta J3, YoungThreat & Peysoh) – 3:11 (testo: Kendrick Duckworth, Dominicke Williams, Kevin Oropeza, Deonta Simuel – musica: Sounwave, Jack Antonoff, Rascal, Kenny & Billy, Tim Maxey)
12. Gloria (con SZA) – 4:47 (testo: Kendrick Duckworth, Solána Rowe, Atia Boggs, Deyra Barrera – musica: Sounwave, Jack Antonoff, Deats)

Note
- Wacced Out Murals contiene vocali non accreditati di Deyra Barreira.
- Dodger Blue contiene vocali non accreditati di Ink e Sam Dew.
- Peekaboo contiene vocali non accreditati di Dody6.
- Gloria contiene vocali non accreditati di Deyra Barreira.

Campionamenti
- Squabble Up contiene un campionamento di When I Hear Music di Debbie Deb.[44]
- Luther contiene un campionamento di If This World Were Mine di Luther Vandross e Cheryl Lynn.[45]
- Man at the Garden contiene un'interpolazione di One Mic di Nas.[46]
- Hey Now contiene un'interpolazione di Scotty dei D4L.[47]
- Reincarnated contiene un campionamento di Made Niggaz di Tupac Shakur e degli Outlawz.[48]
- TV Off contiene campionamenti di MacArthur Park di Monk Hole e di The Black Hole - Ouverture di John Barry e un'interpolazione di Kick in the Door di The Notorious B.I.G..[49][50][51]
- Peekaboo contiene un campionamento di Give a Helping Hand di Willie Hale.[52]
- Heart Pt. 6 contiene un campionamento di Use Your Heart delle SWV.[25]

## Successo commerciale
GNX ha accumulato oltre 44,2 milioni di stream su Spotify nel suo primo giorno di disponibilità, con una media di oltre 3,6 milioni di stream per traccia, nonostante fosse stato reso disponibile solamente sette ore prima. Inoltre, ha occupato contemporaneamente le prime due posizioni nella classifica statunitense di Spotify, con Squabble Up al primo posto con 3,272 milioni di stream. GNX è diventato il primo album di Lamar a raggiungere la vetta della Official Albums Chart britannica dai tempi di To Pimp a Butterfly (2015).
Negli Stati Uniti, GNX ha debuttato alla prima posizione della Billboard 200 con 319 000 unità equivalenti ad album, inclusi 379,72 milioni di streaming ufficiali on-demand e 32 000 vendite fisiche, nonostante il progetto fosse stato reso disponibile solo tramite streaming e download digitale standard. Con GNX Lamar ha ottenuto il suo quinto debutto in vetta consecutivo della classifica degli album statunitense e la sesta settimana di debutto più di successo nel 2024 tra tutti gli album. Inoltre, GNX ha ottenuto più stream nella sua prima settimana di qualsiasi album hip hop o R&B dell'anno e di tutti i generi, secondo solo a The Tortured Poets Department di Taylor Swift. Tutte le 12 tracce del disco hanno debuttato nella Billboard Hot 100, occupando tutte le prime cinque posizioni simultaneamente. Lamar è diventato così il quarto artista nella storia a monopolizzare le prime cinque posizioni della classifica, unendosi a Swift, Drake e i The Beatles.

## Classifiche
| Classifica (2024-25) | Posizione massima |
| -------------------- | ----------------- |
| Australia            | 1                 |
| Austria              | 2                 |
| Belgio (Fiandre)     | 1                 |
| Belgio (Vallonia)    | 2                 |
| Canada               | 1                 |
| Croazia              | 2                 |
| Danimarca            | 1                 |
| Finlandia            | 6                 |
| Francia              | 5                 |
| Germania             | 4                 |
| Giappone             | 23                |
| Grecia               | 1                 |
| Irlanda              | 1                 |
| Islanda              | 3                 |
| Italia               | 11                |
| Lituania             | 1                 |
| Norvegia             | 1                 |
| Nuova Zelanda        | 1                 |
| Paesi Bassi          | 1                 |
| Polonia              | 3                 |
| Portogallo           | 1                 |
| Regno Unito          | 1                 |
| Repubblica Ceca      | 6                 |
| Slovacchia           | 5                 |
| Spagna               | 8                 |
| Stati Uniti          | 1                 |
| Svezia               | 1                 |
| Svizzera             | 2                 |
| Ungheria             | 2                 |